# US-amerikanische Fußballnationalmannschaft (U-23-Männer)
Die US-amerikanische U-23-Fußballnationalmannschaft ist eine Auswahlmannschaft US-amerikanischer Fußballspieler. Sie unterliegt der United States Soccer Federation.
Die Hauptaufgabe der Mannschaft ist es sich für das alle vier Jahre stattfindende olympische Fußballturnier, welches im Rahmen der jeweiligen Olympischen Sommerspielen ausgetragen wird, zu qualifizieren.

## Geschichte
Seit den Olympischen Spielen 1992 in Barcelona dürfen nur noch Spieler bei einem olympischen Turnier mitspielen, welche das 23. Lebensjahr noch nicht überschritten haben. 1996 wurde diese Regel dadurch ergänzt, das maximal drei ältere Spieler mit antreten dürfen.
Aus diesem Grund wurde vor Olympia 1992 die U-23 Nationalmannschaft der USA ins Leben gerufen. Beim dortigen Fußballturnier erreichte die Mannschaft den dritten Platz in der Gruppenphase und schied aus.
Auch für die Olympischen Sommerspiele 1996 in Atlanta wurde wieder eine Mannschaft zusammengestellt. Trainiert wurde diese von Bruce Arena, der damals Trainer von D.C. United war. Auch hier erreichte man nur wieder einen dritten Platz in der Gruppenphase.
Umso erfolgreicher war die Olympischen Spiele 2000 in Sydney. Trainer war hier der ehemalige englische Fußballspieler Clive Charles, der die Mannschaft von 1996 bis 2003 betreute. Nach einem ersten Platz in der Gruppenphase und einem Sieg im Viertelfinale über Japan, erreichte die U-23 Mannschaft das Halbfinale. dort unterlag man allerdings Spanien mit 3:1. Im anschließenden Spiel um die Bronze-Medaille verlor das Team gegen Chile. Bester Torschütze der Mannschaft war der Nationalspieler Peter Vagenas.
Für die Olympischen Spiele 2004 in Athen konnte sich die U-23 der USA nicht qualifizieren. Im CONCACAF Men’s Olympic Qualifikationsturnier 2004 in Mexiko unterlag man im Halbfinale Mexiko mit 4:0. Nur die beiden Finalteilnehmer qualifizierten sich für die Olympischen Sommerspiele. Trainer war der ehemalige US-Nationalspieler Glenn Myernick.
Ende 2006 übernahm der Trainer der US-amerikanische Fußballnationalmannschaft Bob Bradley auch die U-23 Mannschaft. Allerdings betreute der damalige Assistenztrainer der A-Nationalmannschaft Piotr Nowak zum größten Teil die Mannschaft und bereitete diese auch auf das olympische Qualifikationsturnier für die Sommerspiele 2008 vor. Nach überstandener Qualifikation, reichte es in Peking allerdings nur für den dritten Platz in der Gruppenphase.
Für die Qualifikation für Olympia 2012 übernahm der damalige Trainer der College-Fußballmannschaft der University of Akron, Caleb Porter, die Verantwortung für die Mannschaft. Allerdings konnte die Mannschaft im Qualifikationsturnier trotz eines 6:0 Auftaktsieges gegen Kuba die Gruppenphase nicht erfolgreich beenden.
Für die kommenden Olympischen Sommerspiele 2016 wird der Co-Trainer der US-Nationalmannschaft, Andreas Herzog, die U-23 betreuen. Dies gab der Verband am 23. Januar 2015 bekannt.

### Olympiakader 2016
Die folgenden Spieler standen im Aufgebot für das CONCACAF-Olympiaqualifikationsturnier 2015 für die Olympischen Sommerspiele 2016.
| Spieler                | Verein               | Geburtsdatum  |          |          |          |          |
| Torhüter               | Torhüter             | Torhüter      | Torhüter | Torhüter | Torhüter | Torhüter |
| ---------------------- | -------------------- | ------------- | -------- | -------- | -------- | -------- |
| Zack Steffen           | SC Freiburg          | 2. Apr. 1995  |          |          |          |          |
| Ethan Horvath          | Molde FK             | 9. Juni 1995  |          |          |          |          |
| Charlie Horton         | Leeds United         | 14. Sep. 1994 |          |          |          |          |
| Abwehr                 |                      |               |          |          |          |          |
| Boyd Okwuonu           | Real Salt Lake       | 23. Feb. 1993 |          |          |          |          |
| Matt Miazga            | New York Red Bulls   | 19. Juli 1995 |          |          |          |          |
| Cameron Carter-Vickers | Tottenham Hotspur    | 31. Dez. 1997 |          |          |          |          |
| Will Packwood          | vereinslos           | 21. Mai 1993  |          |          |          |          |
| Dillon Serna           | Colorado Rapids      | 25. März 1994 |          |          |          |          |
| Mittelfeld             |                      |               |          |          |          |          |
| Wil Trapp              | Columbus Crew        | 15. Jan. 1993 |          |          |          |          |
| Emerson Hyndman        | FC Fulham            | 9. Apr. 1996  |          |          |          |          |
| Luis Gil               | Real Salt Lake       | 14. Nov. 1993 |          |          |          |          |
| Matt Polster           | Chicago Fire         | 8. Juni 1993  |          |          |          |          |
| Fatai Alashe           | San Jose Earthquakes | 21. Okt. 1993 |          |          |          |          |
| Marc Pelosi            | San Jose Earthquakes | 17. Juni 1994 |          |          |          |          |
| Gedion Zelalem         | Glasgow Rangers      | 26. Jan. 1997 |          |          |          |          |
| Gboly Ariyibi          | FC Chesterfield      | 18. Jan. 1995 |          |          |          |          |
| Angriff                |                      |               |          |          |          |          |
| Alonso Hernández       | FC Juárez            | 1. März 1994  |          |          |          |          |
| Jordan Morris          | Stanford University  | 26. Okt. 1994 |          |          |          |          |
| Jerome Kiesewetter     | VfB Stuttgart        | 9. Feb. 1993  |          |          |          |          |
| Maki Tall              | FC Sion              | 30. Okt. 1995 |          |          |          |          |

## Bisherige Trainer
- 1988–1992: Lothar Osiander
- 1994–1995: Timo Liekoski
- 1995–1996: Bruce Arena
- 1996–2003: Clive Charles
- 2003–2004: Glenn Myernick
- 2006–2007: Bob Bradley
- 2007–2009: Piotr Nowak
- 2011–2012: Caleb Porter
- 2014–2015: Tab Ramos
- 2015–2016: Andreas Herzog

## Bilanzen

### Olympische Sommerspiele
| 1992 in Barcelona      | Gruppenphase       |
| 1996 in Atlanta        | Gruppenphase       |
| 2000 in Sydney         | 4. Platz           |
| 2004 in Athen          | nicht qualifiziert |
| 2008 in Peking         | Gruppenphase       |
| 2012 in London         | nicht qualifiziert |
| 2016 in Rio de Janeiro | nicht qualifiziert |
| 2020 in Tokio          | nicht qualifiziert |
| 2024 in Paris          | Viertelfinale      |

### CONCACAF-Olympiaqualifikationsturnier
| 1992            | Sieger             |
| 1996 in Kanada  | nicht teilgenommen |
| 2000 in den USA | Finale             |
| 2004 in Mexiko  | 4. Platz           |
| 2008 in den USA | Finale             |
| 2012 in den USA | Gruppenphase       |
| 2015 in den USA | 3. Platz           |
| 2020 in Mexiko  | 3. Platz           |